# The Hotwives
The Hotwives est une sitcom américaine en quatorze épisodes de 42 minutes créée par Dannah Phirman et Danielle Schneider, et diffusée entre le 15 juillet 2014 et le 22 septembre 2015 sur la plateforme de streaming Hulu. Elle est développée par Paramount Digital Entertainment comme une parodie de la téléréalité The Real Housewives.
En France, la série est diffusée depuis le 7 mars 2016 sur Canal+ Séries. Elle reste inédite dans les autres pays francophones.

## Distribution

### Saison 1

#### Principaux
- Casey Wilson (VF : Delphine Braillon) : Tawny St. John, « The Trophy Wife »
- Danielle Schneider (en) (VF : Nathalie Karsenti) : Shauna Maducci, « The Bankrupt Overspender »
- Tymberlee Hill (en) (VF : Véronique Alycia) : Phenomenon « Phe Phe » Reed, « The Entrepreneur »
- Andrea Savage (VF : Laëtitia Lefebvre) : Veronica Von Vandervon, « The Cougar »
- Angela Kinsey (VF : Josy Bernard) : Crystal Simmons, « The Religious Zealot »
- Kristen Schaal (VF : Sophie Arthuys) : Amanda Simmons, « The Drug Addled Former Child Star »

#### Récurrents
- Paul Scheer (en) (VF : Fabien Jacquelin) : Matty Green
- Joey McIntyre : Heath
- Stephen Tobolowsky (VF : Bernard Alane) : Phil
- Matt Besser (VF : Bernard Lanneau) : Anthony
- Jerry Minor (VF : Daniel Lobé) : Rodney
- Seth Morris : T.J.
- Dannah Phirman : Alli
- Sterling Knight (VF : Arnaud Laurent) : Billy
- Jeff Hiller : Antoine Donner

 Source et légende : version française (VF) sur RS Doublage et selon le carton de doublage

### Saison 2

#### Principaux
- Tymberlee Hill (en) : Phenomenon « Phe Phe » Reed
- Erinn Hayes : Callie Silversan, « The Wiccan »
- Angela Kinsey : Stephanie, « La 1re Dame »
- Dannah Phirman (en) : Leona Carpeze, « La matriarche »
- Andrea Savage : Ivanka Silversan, « l'ex top model »
- Danielle Schneider (en): Denise Funt, « La divorcée »
- Casey Wilson : Jenfer Beudon, « La Sal*pe du Sud »

#### Récurrents
- Paul Scheer (en) : Matty Green
- Keegan-Michael Key : Ace
- LaMonica Garrett : Adonis
- Matt Besser : Kelly
- Jeff Hiller (VF : Jérôme Berthoud) : Antoine Donner

 Source et légende : version française (VF) sur RS Doublage et selon le carton de doublage

## Production
Le 7 janvier 2015, Hulu annonce le renouvellement de la série pour une deuxième saison qui prend place à Las Vegas.

## Épisodes
Tous les épisodes sont écrits par Dannah Phirman et Danielle Schneider, et réalisés par Alex Fernie.

### The Hotwives of Orlando(2014)
Les épisodes ont été mis en ligne le même jour.
1. Meet the Hotwives
2. Pimps and Hoo-Ha's
3. Say You, Séance
4. Intervention Party
5. Staycation
6. Vow Renewals
7. The Reunion

### The Hotwives of Las Vegas(2015)
Les deux premiers épisodes ont été mis en ligne le 18 août 2015, et les suivants de façon hebdomadaire.
1. What Happens in Vegas… Seriously, What Happens There?
2. You Make Me Wanna Drought
3. The Leona, the Witch, and the Whore-Drobe
4. Old Friends, New Enemies
5. Vaca-Shunned
6. Labor of Love
7. The Reunion